# Korpo gård
Korpo gård är en herrgård i Korpo i Pargas i det finländska landskapet Egentliga Finland. Herrgården är en av de tidigaste gårdarna i Finland som tagit intryck av nyantiken. Korpo gård tillhör arkitekten Charles Bassis första privata planeringsuppdrag i landet och har en viktig plats i Finlands arkitekturhistoria.
Korpo gård bildar en värdefull byggt kulturmiljö av riksintresse och är därmed skyddat enligt lag. Numera ordnas olika slags evenemang i herrgårdens andra våning och den hyrs ut till fester. Resten av herrgården fungerar dock som en privat bostad.

## Historia och arkitektur
Korpo gård bildades på 1650-talet av åtta gårdar i Korpo kyrkoby som donerades till Gustaf Bielke. Gården hade säterifrihet 1615-1681 och år 1699 blev den ett vanligt skattehemman. Herrgården ligger i det lummiga och kuperade skärgårdslandskapet i Korpo kyrkoby, med Korpos medeltida kyrka inom synhåll från herrgården.
Under Finska inbördeskriget 1918 bemannades Korpo gård av röda gardet som fördrevs av Skärgårdens frikår. Korpo gård har också besökts av bland andra ryska befälhavaren Kulnev som omnämns i J. L. Runebergs Fänrik Ståls sägner, samt av Nobelpristagaren, Finlands president Martti Ahtisaari.

### Huvudbyggnaden
Hovrättsassessorn vid Åbo hovrätt, B. Herman Mjödh lät uppföra huvudbyggnaden i två våningar som ritades av arkitekten Charles Bassi. Bassi hade flyttat till Åbo år 1802 för att övervaka byggandet av akademihuset. Byggnaden stod färdig 1804 och byggdes av tegel som slogs i ett eget tegelbruk. Huvudbyggnaden med valmtak har rappade fasader utan arkitektoniska dekorationer. Gårdsfasaden domineras av en bred risalit krönt av ett gavelfält samt av en kraftig tandlist som framhäver takbandets linje.
Första våningen omfattar vardagliga bostadsrum samt ekonomi- och förvaringsutrymmen. Andra våningen, vars länga med paradrum avslutas av en stor sal i ena gaveln, är inredd till fest- och representationsbruk. I rummen på den andra våningen har ursprungliga väggdekorationer, stänk- och schablonmålningar samt stilenliga kolonnugnar från 1800-talets inledande årtionden bevarats.

### Gamla huvudbyggnaden

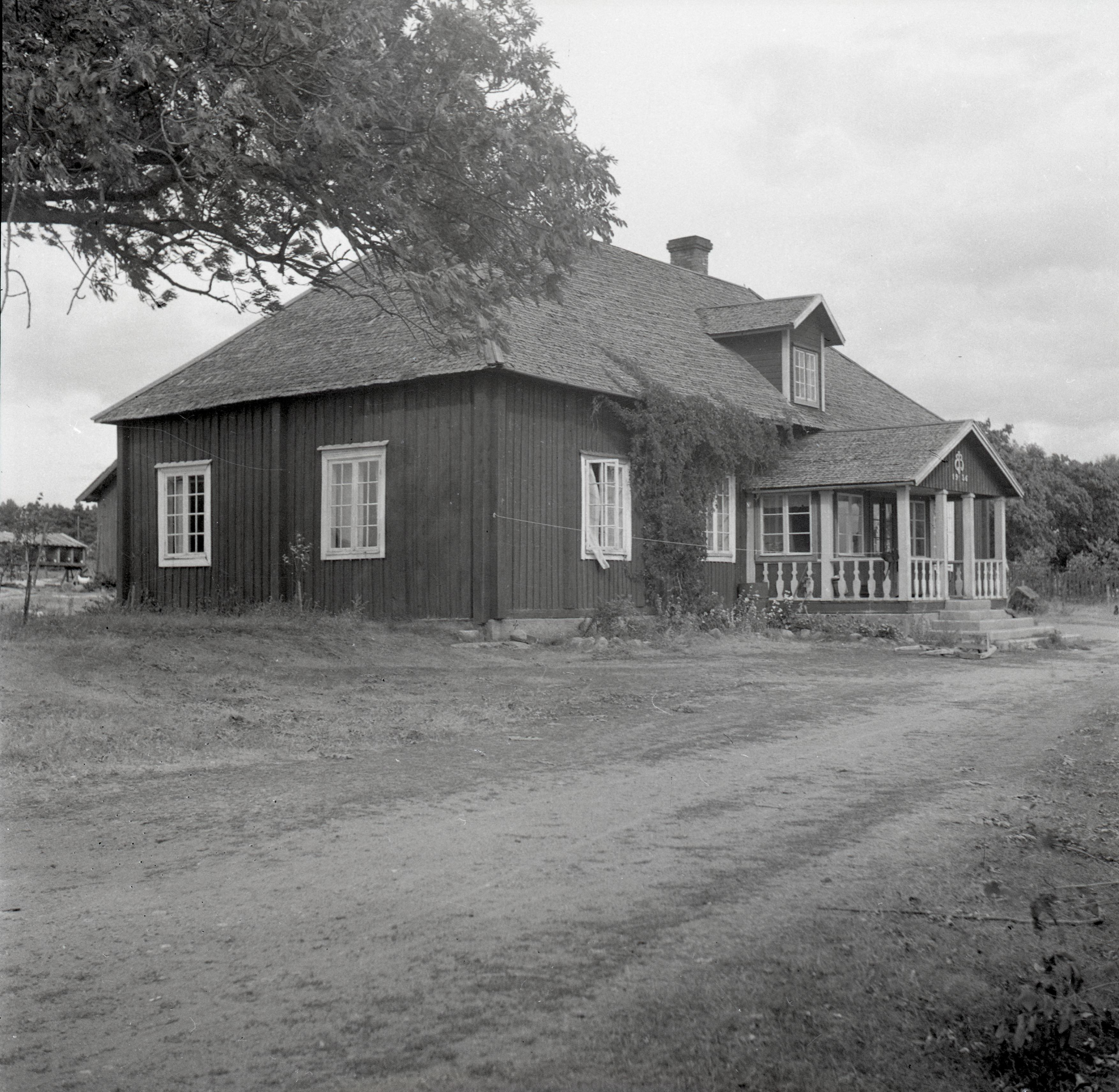
Gamla huvudbyggnaden år 1947.

Herrgårdens gamla karolinska huvudbyggnad, som låg på den sida av gården som vetter mot kyrkan, revs under 1960-talet då den stora huvudbyggnaden enbart delvis beboddes. En restaurering av huvudbyggnaden påbörjades under 1980-talet. Då restaurerades den externa rappningen, fönstren och ytterdörrarna och ett omfattande konserveringsarbete med interiörerna på andra våningen påbörjades år 1991.

### Ägare
Åren 1696-1742 innehades och ägdes Korpo gård av prästsläkten Fridelinus och åren 1771-1828 av prästsläkten Mjödh. Därefter var det apotekarsläkten Stigzelius som ägde och innehade Korpo gård åren 1828-92. Sedan 1904 har släkten Wahe ägt Korpo gård.